# Михайло Ярославич Хоробрит
Михайло Ярославич Хоробрит (рос. Михаил Ярославич Хоробрит; бл. 1229 — 1248) — великий князь Володимирський у 1248 році (як Михайло II), князь московський у 1246—1248 роках.

## Життєпис
Четвертий син Ярослава Всеволодовича, великого князя Київського і великого князя Володимирського, та його другої дружини Ростислави-Феодосії (доньки Мстислава Мстиславича, князя Новгородського). Народився близько 1229 року в місті Переяслав-Залеський.
Вперше письмово згадується у 1238 році. Брав участь у битві на річці Сіть проти монгольського війська. 1246 року отримав Москвський уділ за заповітом свого батька від свого стрийка — великого князя Святослава IV Всеволодовича.
У 1248 році Михайло вигнав Святослава з Володимира і сам зайняв великокняжий трон. Того ж року вдерся до Литви, проте в битві на річці Протва Михайло Ярославич зазнав поразки й загинув. Поховано в Успенському соборі Володимира. В результаті велике князівство було передано братові загиблого Андрію Ярославичу.

## Родина
- Борис (д/н—після 1263), князь московський?